# دان هوكينز
دان هوكينز (بالإنجليزية: Dan Hawkins) هو لاعب كرة قدم أمريكية أمريكي، ولد في 10 نوفمبر 1960 في فال ريفر ميلس في الولايات المتحدة.

## وصلات خارجية
- دان هوكينز على موقع إن إن دي بي (الإنجليزية)